# Nabla (symbol)
 For alternative betydninger, se Nabla. (Se også artikler, som begynder med Nabla)
Nabla er navnet på symbolet {\displaystyle \nabla }. Det er ikke et bogstav, men et symbol der primært benyttes i matematik, og må ikke forveksles med det græske bogstav Delta, der er spejlvendt af nabla. Det er indført af den irske matematiker og fysiker William Rowan Hamilton i 1837. Hamilton angav oprindeligt symbolet liggende med spidsen pegende mod venstre. Ordet nabla er afledt af den græske oversættelse af navnet på et harpelignende musikinstrument fra oldtidens Assyrien. Der er uenighed om hvorvidt det græske navn stammer fra hebraisk eller aramæisk.
Det er formentlig den skotske videnskabsmand William Robertson Smith der har givet symbolet dets navn, nogle kilder anfører dog at det skulle være fysikeren James Clerk Maxwell der var den første til at kalde det nabla. Dette skulle være i en korrespondance med den skotske fysiker Peter Guthrie Tait i form af et digt. Andre kilder igen nævner William Thomson (Lord Kelvin) som den der indførte symbolet, dog i en modificeret form som betegnelse for Laplace-operatoren.
Nabla angives i HTML som: &nabla;  og i LaTeX som: \nabla.  Det har Unicode 8711 (Hex: 0x2207).

## Differentialoperator
Symbolet benyttes stort set kun i matematik, hvor det kaldes nabla-operatoren, og repræsenterer differentialoperatoren. Populært sagt, er symbolet et matematisk notations-kneb til at forenkle nedskrivningen af beregninger indenfor differentialregning med skalar- og vektorfelter. Ved at hæve abstraktionsniveauet en tak op, bliver det hurtigere og nemmere at foretage og løse komplekse beregninger.
Specifikt benyttes nabla-operatoren til at angive:
- gradienten til et skalarfelt, skrives som en skalar multiplikation (men resulterer i en vektor).
- divergensen af et vektorfelt, skrives som et skalarprodukt.
- rotationen af et vektorfelt, skrives som et krydsprodukt.

Desuden benyttes notationen ∇2 som symbol for Laplace-operatoren, der angiver den andenafledte af et skalarfelt (egentlig: divergensen af gradienten til et skalarfelt).

### Del-operatoren
I USA kaldes nabla-operatoren for Del-operatoren. Et navn der er indført af de to amerikanere; fysikeren Josiah Willard Gibbs og matematikeren Edwin Bidwell Wilson i 1901, da de ville have et nemt udtalt en-stavelses ord som navn i stedet for nabla.